# Szent Mihály és Gábriel arkangyalok fatemplom (Bikácfalva)
A bikácfalvi Szent Mihály és Gábriel arkangyalok fatemplom műemlékké nyilvánított épület Romániában, Máramaros megyében. A romániai műemlékek jegyzékében az  MM-II-m-A-04523 sorszámon szerepel.